# Jian Bing Man
Jian Bing Man è un film del 2015 diretto da Dong Chengpeng (董成鹏), meglio noto come Da Peng (大鹏).

## Trama
Da Peng, nei panni di se stesso, riceve un generoso finanziamento da un boss della mafia, Wang Hai, per realizzare un film con protagonista l'attrice di cui questi è invaghito, Du Xiaoxiao, e impedirle così di lasciare la Cina per Hollywood. Pochi giorni dopo, però, si ubriaca in un locale e resta coinvolto in uno scandalo: tutti i suoi contatti e amici, inclusa la sua fidanzata, gli voltano le spalle, ma a salvarlo è proprio Xiaoxiao, che continua a vedere nel suo primo ruolo da protagonista la possibilità di realizzare il suo sogno. Da Peng, che non può venir meno alla promessa con la mafia, decide così di realizzare il suo sogno d'infanzia e girare un film sul supereroe Jian Bing Man (Uomo Frittella), riprendendo a loro insaputa degli attori famosi che vengono aggrediti e poi salvati dall'eroe mascherato.

## Produzione
Nel film molti attori recitano la parte di se stessi, incluso Jean-Claude Van Damme che recita la battuta conclusiva del film in inglese: alla domanda di Da Peng «Who is stronger, Iron Man or me?», risponde «Iron Man never kicked my ass».

## Distribuzione
Il film è stato distribuito nelle sale cinematografiche cinesi, il 17 luglio 2015. Ed è stato presentato al festival di Shanghai il giorno precedente, ottenendo un discreto risultato.